# Edward Reiser
Edward Reiser è un personaggio del fumetto fantascientifico Nathan Never, edito dalla Sergio Bonelli Editore e ideato dal trio Michele Medda, Antonio Serra, e Bepi Vigna.
È il fondatore, nonché primo direttore, dell'Agenzia Alfa.

## Personaggio

### Gli inizi
Giovane manager discografico originario dalla Città Ovest, con l'emanazione del Callaghan Act - che prevede l'apertura di agenzie private di vigilanza e sicurezza che andranno ad affiancare le forze di polizia nella lotta al crimine - Reiser, insieme al ricercatore universitario, l'informatico Sigmund Baginov, ed il tecnico specializzato Mendoza, fondano l'Agenzia Alfa. Una delle sue prime azioni, da neo direttore dell'agenzia, sarà quella di far scarcerare e reclutare Legs Weaver, detenuta ingiustamente nel carcere di Blackwall con l'accusa di aver ucciso il marito.
Successivamente sarà il turno dell'ex poliziotto Nathan Never. Comunicando a quest'ultimo il ritrovamento della figlia Ann Never, e in che condizioni di salute si trovi (affetta da una forma di autismo dovuta ai 6 anni passati con il criminale Ned Mace, responsabile anche dell'uccisione della moglie di Nathan, Laura Lorring), Reiser non si pone remore nel far leva sui sensi di colpa che affliggono l'ex agente di polizia, aggiungendo che se vuole riottenere la patria potestà della bambina (che gli è stata tolta), e soprattutto pagare le cure della clinica presso la quale è ricoverata, il "Synclair Asylum", dovrà accettare la sua proposta di lavorare nell'agenzia. Personaggio ambiguo, ambizioso, a tratti anche cinico, nonché autoritario e inflessibile, apparentemente sembra che a interessargli sia solo il profitto economico e il ritorno d'immagine dell'agenzia (queste saranno causa dei numerosi litigi tra lui e Nathan), anche se in più di un'occasione ha prevalso in lui un lato più "umano", nella gestione dei vari casi che gli venivano, via via, commissionati.
Si è dimostrato persona capace di dare una seconda chance a coloro che giudicava meritevoli, vedi i già citati Legs e Nathan, ma anche l'ex terrorista mutato Branko, o le sorelle, ex ladre di opere d'arte, April Frayn e May Frayn, i quali, dopo essere stati arrestati proprio dall'agenzia, diventeranno in seguito agenti Alfa.

### La Saga Alfa
Con lo svolgersi di questa saga si viene a conoscenza dei rapporti esistenti tra Reiser ed il misterioso Mr. Alfa, colui che ha finanziato l'apertura dell'agenzia e l'ha dotata delle attrezzature ed equipaggiamenti più moderni, in cambio della copertura che quest'ultima (nella figura di Reiser) gli avrebbe fornito nella conduzione dei suoi esperimenti di clonazione, genetica, sviluppo armi, ecc.
Il patto esistente fra i due lo si viene a sapere tramite la confessione che Sigmund Baginov fa agli altri agenti Alfa, dopo che Reiser è stato rapito da un gruppo terroristico che si fa chiamare "World Vox". Questo fatto sancisce l'entrata in scena di Solomon Darver, il quale, su mandato del Consiglio di sicurezza, pone sotto inchiesta l'agenzia e il suo direttore. Il successivo filmato, inviato dal gruppo terroristico responsabile del rapimento di Reiser, in cui viene ripresa l'uccisione di quest'ultimo, porta Darver a dare l'ordine agli agenti speciali di iniziare la caccia a Mr.Alfa, che ha la sua base operativa nei sotterranei dell'agenzia. L'assalto non dà, però, i risultati sperati; infatti l'Alfa Building viene distrutto da una esplosione e Mr.Alfa riesce, tramite un portale spazio-temporale, a scappare appena in tempo. Tutto ciò porta Darver a porre termine all'inchiesta e a riabilitare la figura di Reiser.
Mesi dopo viene ripescato in acqua il corpo, ormai irriconoscibile, di Reiser, che si riesce a identificare solo attraverso l'esame del D.N.A. Nel luogo dove sorgeva il vecchio edificio Alfa incominciano i lavori di costruzione del palazzo che ospiterà la nuova sede operativa. Nel giorno dell'inaugurazione dell'Alfa Building, Nathan coglie l'occasione per esternare i propri sospetti a Darver, nel frattempo nominato direttore dell'agenzia: ossia che questi altri non è che Edward Reiser, il quale avrebbe studiato un piano per liberarsi dalla morsa del patto che lo legava a Mr.Alfa, e poter dirigere l'agenzia in piena autonomia.

### Chi è Solomon Darver?
Nathan Never sospetta che il nuovo direttore sia in realtà il defunto Reiser da una serie di indizi dedotti da alcuni racconti di Darver sul suo passato, che coincidono con quello di Reiser (una gastrite cronica, una fidanzata di nome Patricia ecc.) e dal fatto che, appena diventato nuovo capo dell'agenzia, Darver ha tenuto a ripristinare una buona immagine pubblica per Reiser.
Un ricatto che il nuovo direttore dell'Agenzia Alfa subisce, porta quest'ultimo a raccontare a Nathan e agli altri agenti che lui è Reiser. Il rapimento e il filmato dell'uccisione non erano altro che uno stratagemma per giustificare l'entrata in scena della figura di Darver (e togliere di mezzo Mr.Alfa), e che per fare tutto ciò si era sottoposto a un intervento di chirurgia plastica; di conseguenza il ricatto in questione - un versamento di 50.000 crediti fatto in una banca della stazione orbitante Urania 10 anni prima e intestato ad un procuratore distrettuale di nome Solomon Darver - non può avere fondamento, sostiene, in quanto in quel periodo tale persona non esisteva affatto. Questa confessione incontrerà la reazione rabbiosa degli agenti, in particolare quella di Legs Weaver, che lo aggredisce.
Contemporaneamente Sigmund Baginov, con l'aiuto di un suo amico hacker, Igor, scopre che il filmato dell'esecuzione di Reiser è un falso. Per provare la fondatezza delle sue affermazioni, Darver, fa comparare il proprio D.N.A con quello di Reiser, custodito negli archivi dell'agenzia, che coincidono. Viene fatta anche una verifica sul cadavere ripescato in acqua mesi prima, che risulta però avere lo stesso D.N.A dei due.
Tutto questo porta Nathan a recarsi su Urania, e a scoprire che il conto esiste realmente, così come esisteva un procuratore con lo stesso nome e aspetto di Darver dal passato non proprio "cristallino". Le scoperte fatte fanno sì che Nathan arrivi a formulare e a esporre una serie di ipotesi su come possano essere andate veramente le cose. Tali ipotesi portano Darver a rivolgersi al senatore Sawyer (che risulta, dunque, aver collaborato al piano messo in atto da Reiser/Darver), al quale sospetta che il ricattatore possa essere nell'entourage del senatore medesimo, e lo minaccia che se non risolve tale faccenda lo trascinerà nel fango. Il successivo "incidente" automobilistico occorso a Clinton Gordon, collaboratore di Sawyer, pone fine alla questione, ma lascia aperti diversi interrogativi.

### Tra la Guerra con le Stazioni Orbitanti e la Saga spazio-temporale
Come braccio armato del Consiglio di Sicurezza, Darver è costretto a mettere i suoi uomini a disposizione dell'esercito durante il conflitto con le stazioni orbitanti, occupandosi principalmente della parte logistica. Assiste impotente da dentro l'Alfa Building al crollo dello spezzone di Urania sulla Città e alla morte di quattro suoi agenti, le gemelle Ross e Luke Sanders, mentre nel frattempo Nadia Galya muore. Dopo la guerra, si trova costretto ad affrontare due problemi: se da un lato la morte di Galya ha privato l'Agenzia dei suoi appoggi politici, dall'altro l'introduzione dei Proconsoli (giudizi-poliziotto che sono stati incaricati di mantenere l'ordine nella Città devastata) ne ha ridotto il lavoro. Darver si allea quindi con Elania Elmore, che diventa nuovo capo del Consiglio. Con la Elmore, Darver progetta e realizza l'arresto di Aran Darko, capo di Heliopolis e di una lobby atta a creare cloni, da loro controllati con il fine di occupare rilevanti posizioni di potere. Durante la saga Spazio-Temporale, l'Agenzia è incaricata di gestire l'anomalia spazio-temporale trovata a Sub City, motivo per cui l'agente Nicole Bayeux è ora dispersa negli anni cinquanta. Dopo la caduta di Urania, soccorre Elania Elmore e suo figlio, rimasti imprigionati nella loro casa. I due si baciano, dopo un lungo periodo in cui tra i due si era creato un fortissimo legame.

### La saga della guerra dei mondi
Tutto ha inizio con l'omicidio dell'imprenditore Mathusalem Kopper, chiamato "L'uomo della provvidenza", in quanto a lui era stata affidata la ricostruzione della città, dopo la caduta della stazione orbitante Urania. Sei mesi dopo l'omicidio, il sostituto procuratore Reylla affida all'Agenzia Alfa il compito di indagare sulla provenienza del denaro con cui la ditta marziana di Atticus Kane, la "Imperium Enterprise", vince i vari appalti per ricostruire la città. È sua ferma convinzione, infatti, che dietro l'omicidio Kopper vi sia la Imperium. Una volta attivate, le indagini sono contrastate duramente dal superiore di Reylla, ossia il procuratore Eleonore Klint. Per questo, Darver, cerca di convincere Elania Elmore, presidente del Consiglio di sicurezza, nell'aiutarlo a fermare l'attività di Kane, ma inutilmente. Ciò nonostante Darver e i suoi non si danno per vinti. Quando sembra andare tutto a favore dell'agenzia (anche se alcuni "colpi bassi" utilizzati ai fini dell'indagine sono aspramente criticati da Nathan Never) si scatena l'attacco marziano tramite i tripodi che erano stati appositamente nascosti nei cantieri cittadini della Imperium (Atticus Kane è, di fatto, il braccio operativo del capo/dittatore dei Pretoriani Kos Aradan I, colui che finanziava l'attività imprenditoriale di Kane), attacco che si avvale dell'aiuto fondamentale di Aran Darko. L'Agenzia Alfa non si tira indietro, e sarà in prima linea nel combattere l'esercito marziano. A guerra conclusa Elania Elmore viene deposta dalla carica di presidente del Consiglio di sicurezza a favore proprio di Darver, che lascia pertanto la direzione dell'agenzia, direzione che viene affidata successivamente alla Elmore. Tutto questo porta anche alla fine della relazione sentimentale che esisteva tra loro due.
In questa saga, Reiser fa una breve comparsa alla fine della guerra tra Marte e la Terra (nello specifico nel n. 249 di Nathan Never Cielo di fuoco).
Quando Darver, poco prima di tenere il suo primo discorso ufficiale in qualità di neo presidente del Consiglio di sicurezza, sente il bisogno di rinfrescarsi e si reca in un bagno, vede l'immagine di Reiser riflessa allo specchio. Ne nasce un "confronto" tra i due, dove Reiser appare come il lato più privo di scrupoli e ambizioso della personalità di Darver. Durante questa circostanza, sostiene che non si è capito molto in merito alla sua scomparsa: difatti, afferma, lui è morto e i suoi ricordi si trovano nella mente di Darver.